# Wereldspelen
De Wereldspelen zijn een internationaal sportevenement bedoeld voor sporten en sportonderdelen die niet binnen de Olympische Spelen vallen. Net als de Olympische Spelen vinden ze om de vier jaar plaats, volgend op het jaar van de Olympische Zomerspelen. Het evenement werd voor het eerst gehouden in 1981 en wordt georganiseerd door de Internationale Vereniging voor Wereldspelen (IWGA), met steun van het Internationaal Olympisch Comité (IOC). De Wereldspelen van 2021 werden gehouden in 2022 vanwege de coronapandemie die in 2020 uitbrak met als gevolg dat de Olympische Spelen van dat jaar naar 2021 werden verplaatst.
Sommige sporten die ooit deel uitmaakten van de Wereldspelen zijn inmiddels een Olympische sport. Sommige sporten die ooit een Olympische sport waren worden nu op de Wereldspelen beoefend. De sporten die op de Wereldspelen worden beoefend worden beperkt door de faciliteiten in de stad waar ze gehouden worden, er mogen geen nieuwe faciliteiten worden gebouwd voor de spelen. 

## Edities
| Editie | Jaar | Plaats                         |
| ------ | ---- | ------------------------------ |
| 1      | 1981 | Santa Clara (Verenigde Staten) |
| 2      | 1985 | Londen (Verenigd Koninkrijk)   |
| 3      | 1989 | Karlsruhe (BRD)                |
| 4      | 1993 | Den Haag (Nederland)           |
| 5      | 1997 | Lahti (Finland)                |
| 6      | 2001 | Akita (Japan)                  |
| 7      | 2005 | Duisburg (Duitsland)           |
| 8      | 2009 | Kaohsiung (Taiwan)             |
| 9      | 2013 | Cali (Colombia)                |
| 10     | 2017 | Wrocław (Polen)                |
| 11     | 2022 | Birmingham (Verenigde Staten)  |
| 12     | 2025 | Chengdu (China)                |

## Sporten

### Voormalige en gastsporten
Verschillende sporten werden één of meerdere keren beoefend op de Wereldspelen.

## Succesvolste deelnemers
Sinds de Spelen van 2022 in Birmingham (Alabama) ziet de all time ranking er als volgt uit:
1. Jurgen Kolenda (Duitsland,vinzwemmen met zwemvliezen): 11 keer goud.
2. Steve Rajeff (Verenigde Staten, vissen): 15 medailles, waaronder achtmaal goud
3. Serguei Akhapov (Rusland, vinzwemmen): 13 plakken, waaronder acht keer goud.
4. Bart Swings (België, skeeleren): acht keer goud, twee keer zilver en tweemaal brons.[1]